# Puig de la Grava
De Puig de la Grava is een berg in de oostelijke Pyreneeën op de grens van de Franse departementen Ariège en Pyrénées-Orientales.

## Omgeving
Net ten zuiden van de top ligt de Portella de la Grava (2426 m), een bergpas tussen het hoge dal van de Têt (bereikbaar via het Lac des Bouillouses vanuit Mont-Louis) en het dal van de Lanos in het westen. Over deze pas loopt de langeafstandwandelroute GR10. Ten zuidwesten van de top ligt het relatief grote bergmeer Estany de Lanos. Men kan dit meer al wandelend bereiken vanuit Porté-Puymorens. Vanaf de top heeft men een goed uitzicht op de Puig Carlit (2921 m, aan de overzijde van de Portella de la Grava) en de Puig Pedros (2842 m, aan de overzijde van het meer).

## Hydrografie
De bergtop ligt op de grens van drie stroomgebieden: dat van de Ariège (Garonne-bekken) in het noorden; dat van de Têt in het zuidoosten en dat van de Carol (zijrivier van de Segre, Ebrobekken) in het zuidwesten. De Têt en Ebro monden uit in de Middellandse Zee terwijl de Garonne uitmondt in de Atlantische Oceaan. Zo ligt de Puig de la Grava dus op de Europese waterscheidingslijn tussen deze oceaan en zee. Aangezien het stroomgebied van de Garonne en de Têt ten noorden van de Pyreneeën ligt en dat van de Ebro ten zuiden van de Pyreneeën, ligt de Puig de la Grava eveneens op de hoofdkam van de Pyreneeën. Ten westen van de Puig de la Grava, tot aan Basaburua, loopt de Europese waterscheiding gelijk met deze hoofdkam. Bij de Puig de la Grava splitsen deze. De Europese waterscheiding (tussen Garonne en Têt) loopt via de Puig de la Cometa d'Espagne (2766 m) naar het noorden naar de Seuil de Naurouze. De hoofdkam van de Pyreneeën (tussen Têt en Ebro/Ter) gaat zuidwaarts, over de Portella de la Grava (2426 m) en verder oostwaarts over de Pic del Gegant, Coll de la Perxa en Col du Perthus om te eindigen aan de Middellandse Zee.